# Cerkiew św. Jerzego w Giejsiszkach

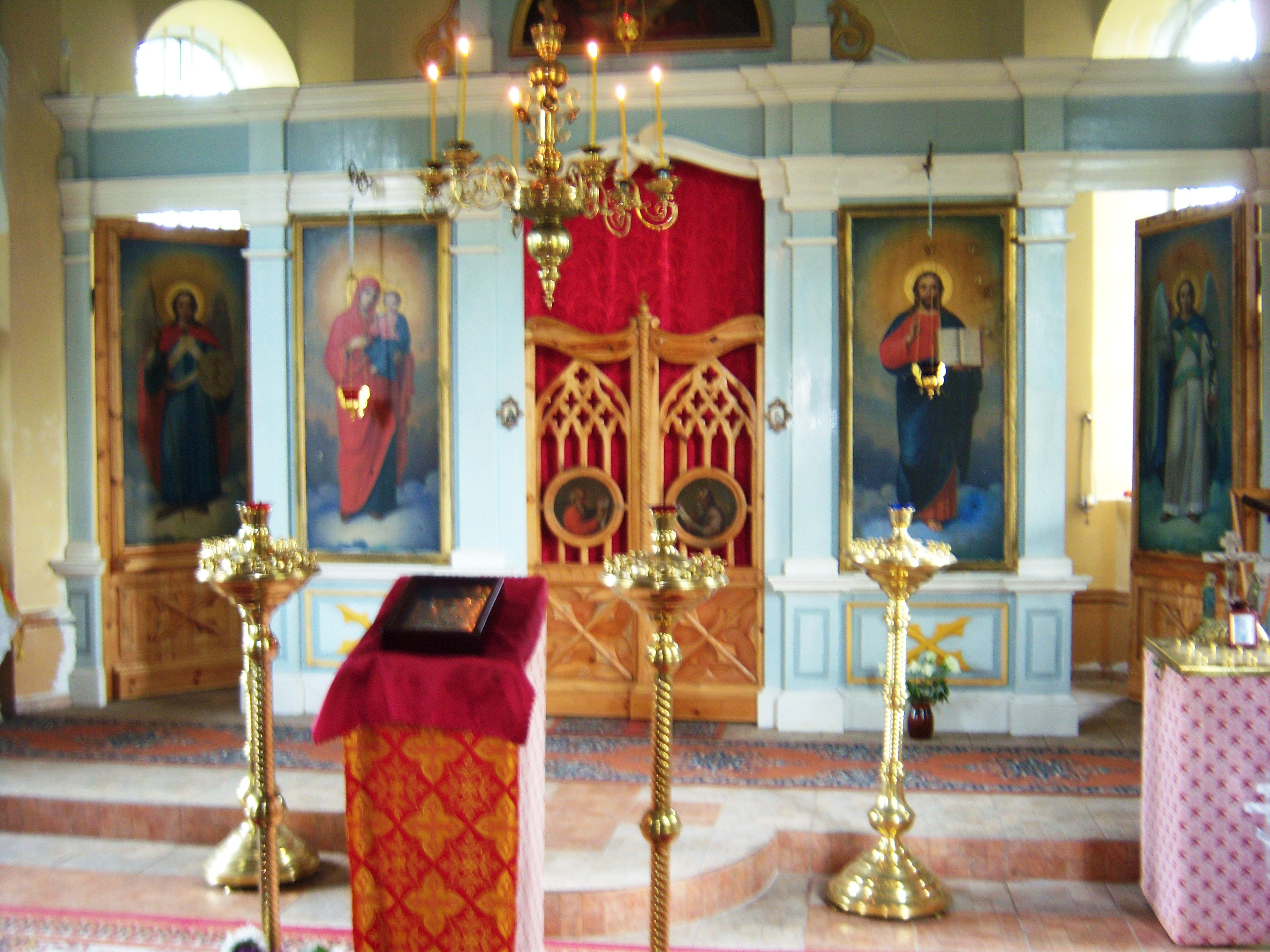
Ikonostas

Cerkiew św. Jerzego – prawosławna cerkiew parafialna w Giejsiszkach, wzniesiona w 1865.

## Historia
W 1839, w czasie przymusowego nawracania unitów na prawosławie, w Giejsiszkach wyznanie zmieniło w ten sposób ok. 30 rodzin pochodzenia białoruskiego. Początkowo osoby te miały uczęszczać na nabożeństwa do cerkwi wileńskich, jednak po stłumieniu powstania styczniowego, w obawie przed asymilacją prawosławnych z otaczającą ich ludnością narodowości polskiej i wyznającej religię katolicką, władze gubernialne podjęły decyzję o wzniesieniu w Giejsiszkach cerkwi filialnej. Została ona sfinansowana przez Radę Eparchialną oraz ze środków przekazanych przez dowódcę garnizonu Wilno księcia Chowańskiego. Kamień węgielny pod budynek został położony 9 maja 1865, zaś prace budowlane trwały pięć miesięcy. 31 października 1866 cerkiew poświęcił biskup kowieński Aleksander. Poświęcenie cerkwi było wielką uroczystością religijną, w której uczestniczyli wierni z parafii w Trokach i Jewiach oraz generał gubernator wileński. Cerkiew miała być filią parafii św. Mikołaja w Wilnie, jednak ostatecznie, wobec większej niż spodziewana liczby wiernych, uczyniono ją siedzibą samodzielnej parafii. Po 1903 i przybyciu z Wołynia kolejnej grupy przesiedleńców (ich ziemię państwo zamieniło w teren wojskowy) liczba prawosławnych w Giejsiszkach jeszcze wzrosła.
Cerkiew nie ucierpiała w czasie obu wojen światowych. W 1946 została zarejestrowana przez władze radzieckie jako czynna świątynia prawosławna. Jednak w latach 70. i 80. XX wieku nabożeństwa odbywały się w niej nieregularnie, a obiekt niszczał. Dopiero w latach 90. cerkiew została wyremontowana, wzniesiono wtedy nową kopułę nad nawą.

## Architektura
Cerkiew jest wzniesiona na planie kwadratu z wysuniętymi przed główną bryłę trzema przedsionkami z wejściami do obiektu. Nad głównymi drzwiami znajduje się mozaika z wizerunkiem Chrystusa. W tondach na każdej z czterech ścian budynku znajdują się wizerunki czterech ewangelistów, obecnie trudno czytelne z braku konserwacji. Całość wieńczy kopuła ze złoconym krzyżem. Funkcję dzwonnicy cerkwi pełni brama wjazdowa na jej teren, konstrukcji słupowo-ramowej, również zakończona krzyżem. We wnętrzu świątyni znajduje się jednorzędowy ikonostas oraz dziewiętnastowieczna kopia Ikony Matki Bożej „Znak”. Sufit budynku malowany jest na niebiesko, w złote gwiazdy.